# Argas monolakensis
Argas monolakensis är en fästingart som beskrevs av Schwan, Corwin och Brown 1992. Argas monolakensis ingår i släktet Argas och familjen mjuka fästingar. Inga underarter finns listade i Catalogue of Life.